# Gianluca Gaudino
Gianluca Gaudino (født 11. november 1996 i Hanau, Tyskland) er en tysk fodboldspiller, der spiller for Chievo. Han har tidligere spillet i hjemlandet hos Bayern München.

## Klubkarriere
Gaudino, der er midtbanespiller, startede sin karriere i Bayern München Academy. Han blev forfremmet til førsteholdet til 2014-15 sæson efter han imponerende Pep Guardiola. 13. august 2014 havde han sin debut på førsteholdet den tyske Supercup, og spillede de fulde 90 minutter, da Bayern tabte 0-2 mod Borussia Dortmund. Han fik sin ligadebut i den første kamp i 2014-15-sæsonen i Bundesligaen som en starter mod VfL Wolfsburg. Bayern vandt kampen 2-1, og Gaudino blev den fjerde-yngste debutant i klubbens historie. Gaudino fik sin Champions League-debut 10. december 2014 med en 3-0 hjemmebanesejr mod CSKA Moskva.